# Ewige Flamme (Sarajevo)

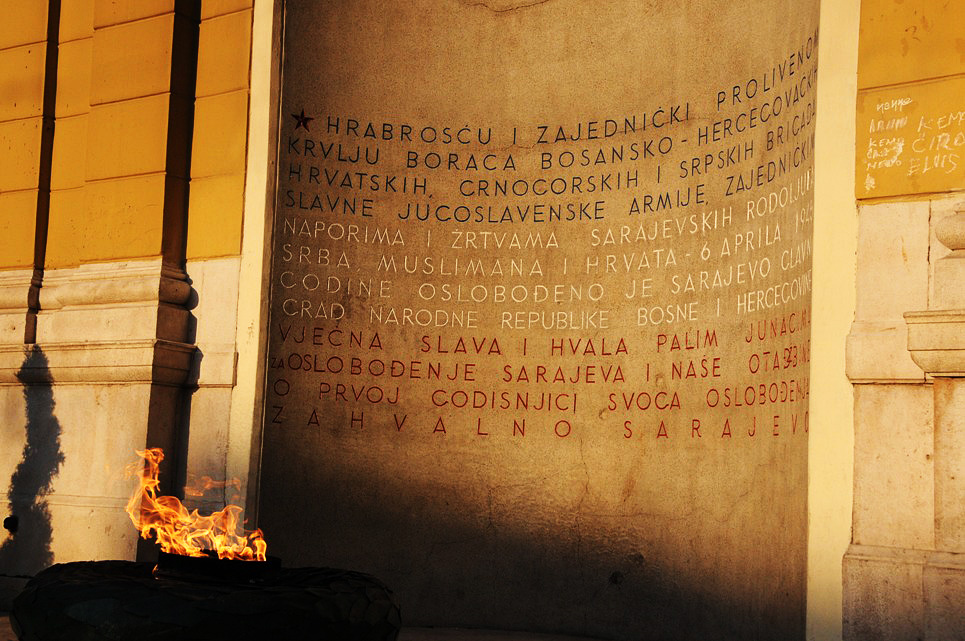
Vjecna vatra, Sarajevo

Die Ewige Flamme oder das Ewige Feuer (Serbokroatisch: Vječna vatra, Вјечна ватра) ist ein Denkmal für die militärischen und zivilen Opfer des Zweiten Weltkriegs in Sarajevo, Bosnien und Herzegovina. Der entsprechende Gedenktag wurde am 6. April 1946 eingesetzt, dem ersten Jahrestag der Befreiung Sarajevos von der mehrjährigen Besatzung durch den NS-Staat und den faschistischen Unabhängigen Staat Kroatien.
Das Denkmal wurde von dem Architekten Juraj Neidhardt entworfen und befindet sich im ehemaligen Gebäude der Landesbank im Zentrum von Sarajevo an der Kreuzung der Straßen Mula Mustafa Bašeskije, Titova und Ferhadija.
Die Teilnehmer des Gedenktages kommen jeden 6. April zum Denkmal, um Blumen niederzulegen und den Befreiern der Stadt und ihrer Opfer aus dem Zweiten Weltkrieg und der Belagerung von Sarajevo zwischen 1992 und 1996, die etwa um dieses Datum begann, Respekt zu erweisen.
| Bosnisch | Deutsch |
| --- | --- |
| Hrabrošću i zajednički prolivenom krvlju boraca bosansko-hercegovačkih, hrvatskih, crnogorskih i srpskih brigada slavne Jugoslavenske armije, zajedničkim naporima i žrtvama sarajevskih rodoljuba Srba, Muslimana i Hrvata 6 aprila 1945 oslobođeno je Sarajevo glavni grad Narodne Republike Bosne i Hercegovine. Vječna slava i hvala palim junacima za oslobođenje Sarajeva i naše otadžbine. O prvoj godišnjici svoga oslobođenja— zahvalno Sarajevo. | Mit Mut und dem gemeinsam vergossenen Blut der bosnisch-herzegovinischen, kroatischen, montenegrinischen, und serbischen Brigaden der glorreichen Jugoslawischen Armee; mit vereinten Kräften und Opfern Sarajevoer Patrioten Serben, Muslimen und Kroaten am 6. April 1945 wurde Sarajevo, die Hauptstadt der Volksrepublik Bosnien und Herzegovina befreit. Ewigen Ruhm und ewige Dankbarkeit den gefallenen Helden für die Befreiung Sarajevos und unseres Heimatlandes. Am ersten Jahrestag ihrer Befreiung – ein dankbares Sarajevo. |